# Dene (motorfiets)
Dene is een Brits historisch merk van motorfietsen.
De bedrijfsnaam was: The Dene Motor Cycle Co., J. R. Moore, Haymarket, Newcastle.
J.R. Moore had eerst voor de Jesmond Cycle Co. in Newcastle gewerkt, maar in 1903 begon hij zijn eigen bedrijf. De eerste motorfietsen werden door een 3½pk-Fafnir-snuffelklepmotor aangedreven, maar hadden al een geveerde Chater Lea-voorvork en riemaandrijving rechtstreeks vanaf de krukas. In 1906 werd de machine gemoderniseerd met een tweeversnellingsbak, een koppeling en kettingen voor zowel de primaire- als de secundaire aandrijving. In 1908 kreeg men een patent voor een tweeversnellingsnaaf. Deze moderniseringen hielden het bedrijf waarschijnlijk draaiende, want de Britse motorfietsindustrie kreeg het moeilijk, vooral de merken die - zoals Dene - inbouwmotoren van het Europese vasteland gebruikten.
Vanaf 1910 schakelde men dan ook over op Britse Precision-motoren, zowel eencilinders als V-twins. Geleidelijk werden de drieversnellingsbakken vervangen door twee versnellingen.
In 1914 bracht Dene een tweetaktmodel uit, maar door het uitbreken van de Eerste Wereldoorlog moesten de meeste Britse merken hun productie staken vanwege de dreigende materiaaltekorten. Toch was er in 1915 nog een kleine productie van Dene-motorfietsen, maar na de oorlog duurde het tot 1922 eer er weer motorfietsen werden gemaakt. Deze hadden nu een 8pk-JAP-motor, een Sturmey-Archer drieversnellingsbak en volledige kettingaandrijving. In 1924 werd de productie definitief gestaakt.
Intussen waren er naar wens van de klant ook motorfietsen met inbouwmotoren van Green-Precision en Abingdon gebouwd.